# (183,14,1)-Blockplan
Der (183,14,1)-Blockplan ist ein spezieller symmetrischer Blockplan. Um ihn konstruieren zu können, musste dieses kombinatorische Problem gelöst werden: eine leere 183 × 183 - Matrix wurde so mit Einsen gefüllt, dass jede Zeile der Matrix genau 14 Einsen enthält und je zwei beliebige Zeilen genau 1 Eins in der gleichen Spalte besitzen (nicht mehr und nicht weniger). Das klingt relativ einfach, ist aber nicht trivial zu lösen. Es gibt nur gewisse Kombinationen von Parametern (wie hier v = 183, k = 14, λ = 1), für die eine solche Konstruktion überhaupt machbar ist. In dieser Übersicht sind die kleinsten solcher (v,k,λ) aufgeführt.

## Bezeichnung
Dieser symmetrische 2-(183,14,1)-Blockplan wird Projektive Ebene oder Desarguessche Ebene der Ordnung 13 genannt.

## Eigenschaften
Dieser symmetrische Blockplan hat die Parameter v = 183, k = 14, λ = 1 und damit folgende Eigenschaften:
- Er besteht aus 183 Blöcken und 183 Punkten.
- Jeder Block enthält genau 14 Punkte.
- Je 2 Blöcke schneiden sich in genau 1 Punkt.
- Jeder Punkt liegt auf genau 14 Blöcken.
- Je 2 Punkte sind durch genau 1 Block verbunden.

## Existenz und Charakterisierung
Es existiert (bis auf Isomorphie) mindestens ein 2-(183,14,1) - Blockplan. Diese Lösung ist: 
- Lösung 1 mit der Signatur 183·4004

## Liste der Blöcke
Hier sind alle Blöcke dieses Blockplans aufgelistet; zum Verständnis dieser Liste siehe diese Veranschaulichung
- Lösung 1

```
  1   2   3   4   5   6   7   8   9  10  11  12  13  14
  1  15  16  17  18  19  20  21  22  23  24  25  26  27
  1  28  29  30  31  32  33  34  35  36  37  38  39  40
  1  41  42  43  44  45  46  47  48  49  50  51  52  53
  1  54  55  56  57  58  59  60  61  62  63  64  65  66
  1  67  68  69  70  71  72  73  74  75  76  77  78  79
  1  80  81  82  83  84  85  86  87  88  89  90  91  92
  1  93  94  95  96  97  98  99 100 101 102 103 104 105
  1 106 107 108 109 110 111 112 113 114 115 116 117 118
  1 119 120 121 122 123 124 125 126 127 128 129 130 131
  1 132 133 134 135 136 137 138 139 140 141 142 143 144
  1 145 146 147 148 149 150 151 152 153 154 155 156 157
  1 158 159 160 161 162 163 164 165 166 167 168 169 170
  1 171 172 173 174 175 176 177 178 179 180 181 182 183
  2  15  28  41  54  67  80  93 106 119 132 145 158 171
  2  16  29  42  55  68  81  94 107 120 133 146 159 172
  2  17  30  43  56  69  82  95 108 121 134 147 160 173
  2  18  31  44  57  70  83  96 109 122 135 148 161 174
  2  19  32  45  58  71  84  97 110 123 136 149 162 175
  2  20  33  46  59  72  85  98 111 124 137 150 163 176
  2  21  34  47  60  73  86  99 112 125 138 151 164 177
  2  22  35  48  61  74  87 100 113 126 139 152 165 178
  2  23  36  49  62  75  88 101 114 127 140 153 166 179
  2  24  37  50  63  76  89 102 115 128 141 154 167 180
  2  25  38  51  64  77  90 103 116 129 142 155 168 181
  2  26  39  52  65  78  91 104 117 130 143 156 169 182
  2  27  40  53  66  79  92 105 118 131 144 157 170 183
  3  15  29  43  57  71  85  99 113 127 141 155 169 183
  3  16  30  46  64  76  83 105 106 126 143 151 166 175
  3  17  33  44  60  78  90  97 107 119 140 157 165 180
  3  18  38  47  58  74  92 104 111 121 132 154 159 179
  3  19  37  52  61  72  88  94 118 125 135 145 168 173
  3  20  31  51  66  75  86 102 108 120 139 149 158 182
  3  21  40  45  65  68  89 100 116 122 134 153 163 171
  3  22  28  42  59  79  82 103 114 130 136 148 167 177
  3  23  35  41  56  73  81  96 117 128 144 150 162 181
  3  24  39  49  54  70  87  95 110 131 142 146 164 176
  3  25  34  53  63  67  84 101 109 124 133 156 160 178
  3  26  36  48  55  77  80  98 115 123 138 147 170 174
  3  27  32  50  62  69  91  93 112 129 137 152 161 172
  4  15  30  44  58  72  86 100 114 128 142 156 170 172
  4  16  33  51  63  70  92  93 113 130 138 153 162 173
  4  17  31  47  65  77  84  94 106 127 144 152 167 176
  4  18  34  45  61  79  91  98 108 119 141 146 166 181
  4  19  39  48  59  75  81 105 112 122 132 155 160 180
  4  20  38  53  62  73  89  95 107 126 136 145 169 174
  4  21  32  52  55  76  87 103 109 121 140 150 158 183
  4  22  29  46  66  69  90 101 117 123 135 154 164 171
  4  23  28  43  60  68  83 104 115 131 137 149 168 178
  4  24  36  41  57  74  82  97 118 129 133 151 163 182
  4  25  40  50  54  71  88  96 111 120 143 147 165 177
  4  26  35  42  64  67  85 102 110 125 134 157 161 179
  4  27  37  49  56  78  80  99 116 124 139 148 159 175
  5  15  31  45  59  73  87 101 115 129 143 157 159 173
  5  16  38  50  57  79  80 100 117 125 140 149 160 176
  5  17  34  52  64  71  81  93 114 131 139 154 163 174
  5  18  32  48  66  78  85  95 106 128 133 153 168 177
  5  19  35  46  62  68  92  99 109 119 142 147 167 182
  5  20  40  49  60  76  82  94 113 123 132 156 161 181
  5  21  39  42  63  74  90  96 108 127 137 145 170 175
  5  22  33  53  56  77  88 104 110 122 141 151 158 172
  5  23  30  47  55  70  91 102 118 124 136 155 165 171
  5  24  28  44  61  69  84 105 116 120 138 150 169 179
  5  25  37  41  58  75  83  98 107 130 134 152 164 183
  5  26  29  51  54  72  89  97 112 121 144 148 166 178
  5  27  36  43  65  67  86 103 111 126 135 146 162 180
  6  15  32  46  60  74  88 102 116 130 144 146 160 174
  6  16  37  44  66  67  87 104 112 127 136 147 163 181
  6  17  39  51  58  68  80 101 118 126 141 150 161 177
  6  18  35  53  65  72  82  93 115 120 140 155 164 175
  6  19  33  49  55  79  86  96 106 129 134 154 169 178
  6  20  36  47  63  69  81 100 110 119 143 148 168 183
  6  21  29  50  61  77  83  95 114 124 132 157 162 182
  6  22  40  43  64  75  91  97 109 128 138 145 159 176
  6  23  34  42  57  78  89 105 111 123 142 152 158 173
  6  24  31  48  56  71  92 103 107 125 137 156 166 171
  6  25  28  45  62  70  85  94 117 121 139 151 170 180
  6  26  38  41  59  76  84  99 108 131 135 153 165 172
  6  27  30  52  54  73  90  98 113 122 133 149 167 179
  7  15  33  47  61  75  89 103 117 131 133 147 161 175
  7  16  31  53  54  74  91  99 114 123 134 150 168 180
  7  17  38  45  55  67  88 105 113 128 137 148 164 182
  7  18  40  52  59  69  80 102 107 127 142 151 162 178
  7  19  36  42  66  73  83  93 116 121 141 156 165 176
  7  20  34  50  56  68  87  97 106 130 135 155 170 179
  7  21  37  48  64  70  82 101 111 119 144 149 169 172
  7  22  30  51  62  78  84  96 115 125 132 146 163 183
  7  23  29  44  65  76  92  98 110 129 139 145 160 177
  7  24  35  43  58  79  90  94 112 124 143 153 158 174
  7  25  32  49  57  72  81 104 108 126 138 157 167 171
  7  26  28  46  63  71  86  95 118 122 140 152 159 181
  7  27  39  41  60  77  85 100 109 120 136 154 166 173
  8  15  34  48  62  76  90 104 118 120 134 148 162 176
  8  16  40  41  61  78  86 101 110 121 137 155 167 174
  8  17  32  42  54  75  92 100 115 124 135 151 169 181
  8  18  39  46  56  67  89  94 114 129 138 149 165 183
  8  19  29  53  60  70  80 103 108 128 143 152 163 179
  8  20  37  43  55  74  84  93 117 122 142 157 166 177
  8  21  35  51  57  69  88  98 106 131 136 156 159 180
  8  22  38  49  65  71  83 102 112 119 133 150 170 173
  8  23  31  52  63  79  85  97 116 126 132 147 164 172
  8  24  30  45  66  77  81  99 111 130 140 145 161 178
  8  25  36  44  59  68  91  95 113 125 144 154 158 175
  8  26  33  50  58  73  82 105 109 127 139 146 168 171
  8  27  28  47  64  72  87  96 107 123 141 153 160 182
  9  15  35  49  63  77  91 105 107 121 135 149 163 177
  9  16  28  48  65  73  88  97 108 124 142 154 161 183
  9  17  29  41  62  79  87 102 111 122 138 156 168 175
  9  18  33  43  54  76  81 101 116 125 136 152 170 182
  9  19  40  47  57  67  90  95 115 130 139 150 166 172
  9  20  30  42  61  71  80 104 109 129 144 153 164 180
  9  21  38  44  56  75  85  93 118 123 143 146 167 178
  9  22  36  52  58  70  89  99 106 120 137 157 160 181
  9  23  39  50  66  72  84 103 113 119 134 151 159 174
  9  24  32  53  64  68  86  98 117 127 132 148 165 173
  9  25  31  46  55  78  82 100 112 131 141 145 162 179
  9  26  37  45  60  69  92  96 114 126 133 155 158 176
  9  27  34  51  59  74  83  94 110 128 140 147 169 171
 10  15  36  50  64  78  92  94 108 122 136 150 164 178
 10  16  35  52  60  75  84  95 111 129 141 148 170 171
 10  17  28  49  66  74  89  98 109 125 143 155 162 172
 10  18  30  41  63  68  88 103 112 123 139 157 169 176
 10  19  34  44  54  77  82 102 117 126 137 153 159 183
 10  20  29  48  58  67  91  96 116 131 140 151 167 173
 10  21  31  43  62  72  80 105 110 130 133 154 165 181
 10  22  39  45  57  76  86  93 107 124 144 147 168 179
 10  23  37  53  59  71  90 100 106 121 138 146 161 182
 10  24  40  51  55  73  85 104 114 119 135 152 160 175
 10  25  33  42  65  69  87  99 118 128 132 149 166 174
 10  26  32  47  56  79  83 101 113 120 142 145 163 180
 10  27  38  46  61  70  81  97 115 127 134 156 158 177
 11  15  37  51  65  79  81  95 109 123 137 151 165 179
 11  16  39  47  62  71  82  98 116 128 135 157 158 178
 11  17  36  53  61  76  85  96 112 130 142 149 159 171
 11  18  28  50  55  75  90  99 110 126 144 156 163 173
 11  19  31  41  64  69  89 104 113 124 140 146 170 177
 11  20  35  45  54  78  83 103 118 127 138 154 160 172
 11  21  30  49  59  67  92  97 117 120 141 152 168 174
 11  22  32  44  63  73  80  94 111 131 134 155 166 182
 11  23  40  46  58  77  87  93 108 125 133 148 169 180
 11  24  38  42  60  72  91 101 106 122 139 147 162 183
 11  25  29  52  56  74  86 105 115 119 136 153 161 176
 11  26  34  43  66  70  88 100 107 129 132 150 167 175
 11  27  33  48  57  68  84 102 114 121 143 145 164 181
 12  15  38  52  66  68  82  96 110 124 138 152 166 180
 12  16  34  49  58  69  85 103 115 122 144 145 165 182
 12  17  40  48  63  72  83  99 117 129 136 146 158 179
 12  18  37  42  62  77  86  97 113 131 143 150 160 171
 12  19  28  51  56  76  91 100 111 127 133 157 164 174
 12  20  32  41  65  70  90 105 114 125 141 147 159 178
 12  21  36  46  54  79  84 104 107 128 139 155 161 173
 12  22  31  50  60  67  81  98 118 121 142 153 169 175
 12  23  33  45  64  74  80  95 112 120 135 156 167 183
 12  24  29  47  59  78  88  93 109 126 134 149 170 181
 12  25  39  43  61  73  92 102 106 123 140 148 163 172
 12  26  30  53  57  75  87  94 116 119 137 154 162 177
 12  27  35  44  55  71  89 101 108 130 132 151 168 176
 13  15  39  53  55  69  83  97 111 125 139 153 167 181
 13  16  36  45  56  72  90 102 109 131 132 152 169 177
 13  17  35  50  59  70  86 104 116 123 133 145 166 183
 13  18  29  49  64  73  84 100 118 130 137 147 158 180
 13  19  38  43  63  78  87  98 114 120 144 151 161 171
 13  20  28  52  57  77  92 101 112 128 134 146 165 175
 13  21  33  41  66  71  91  94 115 126 142 148 160 179
 13  22  37  47  54  68  85 105 108 129 140 156 162 174
 13  23  32  51  61  67  82  99 107 122 143 154 170 176
 13  24  34  46  65  75  80  96 113 121 136 157 168 172
 13  25  30  48  60  79  89  93 110 127 135 150 159 182
 13  26  40  44  62  74  81 103 106 124 141 149 164 173
 13  27  31  42  58  76  88  95 117 119 138 155 163 178
 14  15  40  42  56  70  84  98 112 126 140 154 168 182
 14  16  32  43  59  77  89  96 118 119 139 156 164 179
 14  17  37  46  57  73  91 103 110 120 132 153 170 178
 14  18  36  51  60  71  87 105 117 124 134 145 167 172
 14  19  30  50  65  74  85 101 107 131 138 148 158 181
 14  20  39  44  64  79  88  99 115 121 133 152 162 171
 14  21  28  53  58  78  81 102 113 129 135 147 166 176
 14  22  34  41  55  72  92  95 116 127 143 149 161 180
 14  23  38  48  54  69  86  94 109 130 141 157 163 175
 14  24  33  52  62  67  83 100 108 123 144 155 159 177
 14  25  35  47  66  76  80  97 114 122 137 146 169 173
 14  26  31  49  61  68  90  93 111 128 136 151 160 183
 14  27  29  45  63  75  82 104 106 125 142 150 165 174
```

## Zyklische Darstellung
Es existiert eine zyklische Darstellung (Singer-Zyklus) dieses Blockplans, sie ist isomorph zur obigen Liste der Blöcke. Ausgehend von dem dargestellten Block erhält man die restlichen Blöcke des Blockplans durch zyklische Permutation der in ihm enthaltenen Punkte.
- Lösung 1

```
  1  13  20  21  23  44  61  72  77  86  90 116 122 169
```

## Orthogonale Lateinische Quadrate (MOLS)
Diese Projektive Ebene der Ordnung 13 ist äquivalent mit diesen 12 MOLS der Ordnung 13: 
{\displaystyle {\begin{bmatrix}{\begin{array}{*{13}{c}}1&2&3&4&5&6&7&8&9&10&11&12&13\\2&3&6&11&10&4&13&1&8&12&7&9&5\\3&6&4&7&12&11&5&2&1&9&13&8&10\\4&11&7&5&8&13&12&6&3&1&10&2&9\\5&10&12&8&6&9&2&13&7&4&1&11&3\\6&4&11&13&9&7&10&3&2&8&5&1&12\\7&13&5&12&2&10&8&11&4&3&9&6&1\\8&1&2&6&13&3&11&9&12&5&4&10&7\\9&8&1&3&7&2&4&12&10&13&6&5&11\\10&12&9&1&4&8&3&5&13&11&2&7&6\\11&7&13&10&1&5&9&4&6&2&12&3&8\\12&9&8&2&11&1&6&10&5&7&3&13&4\\13&5&10&9&3&12&1&7&11&6&8&4&2\end{array}}\end{bmatrix}}\quad {\begin{bmatrix}{\begin{array}{*{13}{c}}1&3&4&5&6&7&8&9&10&11&12&13&2\\2&6&11&10&4&13&1&8&12&7&9&5&3\\3&4&7&12&11&5&2&1&9&13&8&10&6\\4&7&5&8&13&12&6&3&1&10&2&9&11\\5&12&8&6&9&2&13&7&4&1&11&3&10\\6&11&13&9&7&10&3&2&8&5&1&12&4\\7&5&12&2&10&8&11&4&3&9&6&1&13\\8&2&6&13&3&11&9&12&5&4&10&7&1\\9&1&3&7&2&4&12&10&13&6&5&11&8\\10&9&1&4&8&3&5&13&11&2&7&6&12\\11&13&10&1&5&9&4&6&2&12&3&8&7\\12&8&2&11&1&6&10&5&7&3&13&4&9\\13&10&9&3&12&1&7&11&6&8&4&2&5\end{array}}\end{bmatrix}}}
{\displaystyle {\begin{bmatrix}{\begin{array}{*{13}{c}}1&4&5&6&7&8&9&10&11&12&13&2&3\\2&11&10&4&13&1&8&12&7&9&5&3&6\\3&7&12&11&5&2&1&9&13&8&10&6&4\\4&5&8&13&12&6&3&1&10&2&9&11&7\\5&8&6&9&2&13&7&4&1&11&3&10&12\\6&13&9&7&10&3&2&8&5&1&12&4&11\\7&12&2&10&8&11&4&3&9&6&1&13&5\\8&6&13&3&11&9&12&5&4&10&7&1&2\\9&3&7&2&4&12&10&13&6&5&11&8&1\\10&1&4&8&3&5&13&11&2&7&6&12&9\\11&10&1&5&9&4&6&2&12&3&8&7&13\\12&2&11&1&6&10&5&7&3&13&4&9&8\\13&9&3&12&1&7&11&6&8&4&2&5&10\end{array}}\end{bmatrix}}\quad {\begin{bmatrix}{\begin{array}{*{13}{c}}1&5&6&7&8&9&10&11&12&13&2&3&4\\2&10&4&13&1&8&12&7&9&5&3&6&11\\3&12&11&5&2&1&9&13&8&10&6&4&7\\4&8&13&12&6&3&1&10&2&9&11&7&5\\5&6&9&2&13&7&4&1&11&3&10&12&8\\6&9&7&10&3&2&8&5&1&12&4&11&13\\7&2&10&8&11&4&3&9&6&1&13&5&12\\8&13&3&11&9&12&5&4&10&7&1&2&6\\9&7&2&4&12&10&13&6&5&11&8&1&3\\10&4&8&3&5&13&11&2&7&6&12&9&1\\11&1&5&9&4&6&2&12&3&8&7&13&10\\12&11&1&6&10&5&7&3&13&4&9&8&2\\13&3&12&1&7&11&6&8&4&2&5&10&9\end{array}}\end{bmatrix}}}
{\displaystyle {\begin{bmatrix}{\begin{array}{*{13}{c}}1&6&7&8&9&10&11&12&13&2&3&4&5\\2&4&13&1&8&12&7&9&5&3&6&11&10\\3&11&5&2&1&9&13&8&10&6&4&7&12\\4&13&12&6&3&1&10&2&9&11&7&5&8\\5&9&2&13&7&4&1&11&3&10&12&8&6\\6&7&10&3&2&8&5&1&12&4&11&13&9\\7&10&8&11&4&3&9&6&1&13&5&12&2\\8&3&11&9&12&5&4&10&7&1&2&6&13\\9&2&4&12&10&13&6&5&11&8&1&3&7\\10&8&3&5&13&11&2&7&6&12&9&1&4\\11&5&9&4&6&2&12&3&8&7&13&10&1\\12&1&6&10&5&7&3&13&4&9&8&2&11\\13&12&1&7&11&6&8&4&2&5&10&9&3\end{array}}\end{bmatrix}}\quad {\begin{bmatrix}{\begin{array}{*{13}{c}}1&7&8&9&10&11&12&13&2&3&4&5&6\\2&13&1&8&12&7&9&5&3&6&11&10&4\\3&5&2&1&9&13&8&10&6&4&7&12&11\\4&12&6&3&1&10&2&9&11&7&5&8&13\\5&2&13&7&4&1&11&3&10&12&8&6&9\\6&10&3&2&8&5&1&12&4&11&13&9&7\\7&8&11&4&3&9&6&1&13&5&12&2&10\\8&11&9&12&5&4&10&7&1&2&6&13&3\\9&4&12&10&13&6&5&11&8&1&3&7&2\\10&3&5&13&11&2&7&6&12&9&1&4&8\\11&9&4&6&2&12&3&8&7&13&10&1&5\\12&6&10&5&7&3&13&4&9&8&2&11&1\\13&1&7&11&6&8&4&2&5&10&9&3&12\end{array}}\end{bmatrix}}}
{\displaystyle {\begin{bmatrix}{\begin{array}{*{13}{c}}1&8&9&10&11&12&13&2&3&4&5&6&7\\2&1&8&12&7&9&5&3&6&11&10&4&13\\3&2&1&9&13&8&10&6&4&7&12&11&5\\4&6&3&1&10&2&9&11&7&5&8&13&12\\5&13&7&4&1&11&3&10&12&8&6&9&2\\6&3&2&8&5&1&12&4&11&13&9&7&10\\7&11&4&3&9&6&1&13&5&12&2&10&8\\8&9&12&5&4&10&7&1&2&6&13&3&11\\9&12&10&13&6&5&11&8&1&3&7&2&4\\10&5&13&11&2&7&6&12&9&1&4&8&3\\11&4&6&2&12&3&8&7&13&10&1&5&9\\12&10&5&7&3&13&4&9&8&2&11&1&6\\13&7&11&6&8&4&2&5&10&9&3&12&1\end{array}}\end{bmatrix}}\quad {\begin{bmatrix}{\begin{array}{*{13}{c}}1&9&10&11&12&13&2&3&4&5&6&7&8\\2&8&12&7&9&5&3&6&11&10&4&13&1\\3&1&9&13&8&10&6&4&7&12&11&5&2\\4&3&1&10&2&9&11&7&5&8&13&12&6\\5&7&4&1&11&3&10&12&8&6&9&2&13\\6&2&8&5&1&12&4&11&13&9&7&10&3\\7&4&3&9&6&1&13&5&12&2&10&8&11\\8&12&5&4&10&7&1&2&6&13&3&11&9\\9&10&13&6&5&11&8&1&3&7&2&4&12\\10&13&11&2&7&6&12&9&1&4&8&3&5\\11&6&2&12&3&8&7&13&10&1&5&9&4\\12&5&7&3&13&4&9&8&2&11&1&6&10\\13&11&6&8&4&2&5&10&9&3&12&1&7\end{array}}\end{bmatrix}}}
{\displaystyle {\begin{bmatrix}{\begin{array}{*{13}{c}}1&10&11&12&13&2&3&4&5&6&7&8&9\\2&12&7&9&5&3&6&11&10&4&13&1&8\\3&9&13&8&10&6&4&7&12&11&5&2&1\\4&1&10&2&9&11&7&5&8&13&12&6&3\\5&4&1&11&3&10&12&8&6&9&2&13&7\\6&8&5&1&12&4&11&13&9&7&10&3&2\\7&3&9&6&1&13&5&12&2&10&8&11&4\\8&5&4&10&7&1&2&6&13&3&11&9&12\\9&13&6&5&11&8&1&3&7&2&4&12&10\\10&11&2&7&6&12&9&1&4&8&3&5&13\\11&2&12&3&8&7&13&10&1&5&9&4&6\\12&7&3&13&4&9&8&2&11&1&6&10&5\\13&6&8&4&2&5&10&9&3&12&1&7&11\end{array}}\end{bmatrix}}\quad {\begin{bmatrix}{\begin{array}{*{13}{c}}1&11&12&13&2&3&4&5&6&7&8&9&10\\2&7&9&5&3&6&11&10&4&13&1&8&12\\3&13&8&10&6&4&7&12&11&5&2&1&9\\4&10&2&9&11&7&5&8&13&12&6&3&1\\5&1&11&3&10&12&8&6&9&2&13&7&4\\6&5&1&12&4&11&13&9&7&10&3&2&8\\7&9&6&1&13&5&12&2&10&8&11&4&3\\8&4&10&7&1&2&6&13&3&11&9&12&5\\9&6&5&11&8&1&3&7&2&4&12&10&13\\10&2&7&6&12&9&1&4&8&3&5&13&11\\11&12&3&8&7&13&10&1&5&9&4&6&2\\12&3&13&4&9&8&2&11&1&6&10&5&7\\13&8&4&2&5&10&9&3&12&1&7&11&6\end{array}}\end{bmatrix}}}
{\displaystyle {\begin{bmatrix}{\begin{array}{*{13}{c}}1&12&13&2&3&4&5&6&7&8&9&10&11\\2&9&5&3&6&11&10&4&13&1&8&12&7\\3&8&10&6&4&7&12&11&5&2&1&9&13\\4&2&9&11&7&5&8&13&12&6&3&1&10\\5&11&3&10&12&8&6&9&2&13&7&4&1\\6&1&12&4&11&13&9&7&10&3&2&8&5\\7&6&1&13&5&12&2&10&8&11&4&3&9\\8&10&7&1&2&6&13&3&11&9&12&5&4\\9&5&11&8&1&3&7&2&4&12&10&13&6\\10&7&6&12&9&1&4&8&3&5&13&11&2\\11&3&8&7&13&10&1&5&9&4&6&2&12\\12&13&4&9&8&2&11&1&6&10&5&7&3\\13&4&2&5&10&9&3&12&1&7&11&6&8\end{array}}\end{bmatrix}}\quad {\begin{bmatrix}{\begin{array}{*{13}{c}}1&13&2&3&4&5&6&7&8&9&10&11&12\\2&5&3&6&11&10&4&13&1&8&12&7&9\\3&10&6&4&7&12&11&5&2&1&9&13&8\\4&9&11&7&5&8&13&12&6&3&1&10&2\\5&3&10&12&8&6&9&2&13&7&4&1&11\\6&12&4&11&13&9&7&10&3&2&8&5&1\\7&1&13&5&12&2&10&8&11&4&3&9&6\\8&7&1&2&6&13&3&11&9&12&5&4&10\\9&11&8&1&3&7&2&4&12&10&13&6&5\\10&6&12&9&1&4&8&3&5&13&11&2&7\\11&8&7&13&10&1&5&9&4&6&2&12&3\\12&4&9&8&2&11&1&6&10&5&7&3&13\\13&2&5&10&9&3&12&1&7&11&6&8&4\end{array}}\end{bmatrix}}}

## Oval
Ein Oval des Blockplans ist eine Menge seiner Punkte, von welcher keine drei auf einem Block liegen. Hier ist ein Beispiel eines Ovals maximaler Ordnung dieses Blockplans:
- Lösung 1

```
  1   2  15  29  44  64  69 102 112 131 143 149 165 176
```